# 哈通昆卡山 (潘帕羅馬斯-基略)
9°14′47″S 77°56′15″W / 9.24639°S 77.93750°W
哈通昆卡山（Hatun Kunka），是秘魯的山峰，位於該國北部安卡什大區，由潘帕羅馬斯區和基略區負責管轄，屬於內格拉山脈的一部分，海拔高度4,400米。